# مروان بطوش
مروان البطوش شاعر أردني (مواليد 28 فبراير 1989 في الكرك، الأردن) عضو رابطة الكتاب الأردنيين. شارك في عدد من المهرجانات والفعاليات الأدبية محليًا وعربيًا ، وله إسهامات في المشهد الثقافي الأردني 
منذ مطلع العقد الثاني من الألفية.

## النشأة والتعليم
وُلد البطوش في بلدة الطيبة جنوب محافظة الكرك جنوب الأردن. حصل على درجة بكالوريوس في إدارة الأعمال، وتوجّه نحو الشعر مبكرًا، حيث بدأت موهبته بالبروز منذ سنواته المدرسية.
أصدر البطوش أولى مجموعاته الشعرية عام 2011 تحت عنوان "لم أكلم قبل عينيك المطر". وشارك في العديد من الفعاليات والمهرجانات الأدبية في الأردن وخارجه.

## جوائز وتكريمات:
- المركز الأول على مستوى الأردن في مسابقة وزارة الثقافة الأردنية للإبداع الشبابي في الشعر – عام 2013[9]

## مشاركات أدبية:
- مهرجان الشعر العربي الأول – رابطة الكتاب الأردنيين – 2013[10]

- مهرجان بشاير جرش – ضمن فعاليات مهرجان جرش للثقافة والفنون – 2013[11]

- مهرجان السوسنة الشعري الأول – المركز الثقافي الملكي – 2014 [12]
- مهرجان الشعر العالمي – إسطنبول – 2016[13]
- ملتقى الأردن للشعر - 2018[14]

- مهرجان قوافي - ضمن فعاليات أمانة عمان الكبرى الثقافية - 2019[15]
- أمسيات بيت الشعر في المفرق - 2021[16]

## أعماله
- لم أُكَلِّم قبل عينيك المطر (2011):

```
 ديوان شعري صدر عن 
وزارة الثقافة الأردنية
، ويُعد أول إصداراته الأدبية.
[
6
]
```